# Pilisszentléleki völgyhíd
A Pilisszentléleki völgyhíd a közigazgatásilag Esztergomhoz tartozó Pilisszentlélektől délre az 1111-es számú Budakalász-Esztergom úton, a 24-es kilométerszelvényben található.
A híd alatt állandó vízfolyás nincs, csak egy mély völgy húzódik, amelyben egy piros és egy sárga jelzésű turistaút útvonala vezet.

## Építése
A hidat 1937 és 1938 között építtette a Magyar Királyi Államépítészeti Hivatal ifjabb Toldy Jánossal. Tervezője dr. Enyedi Béla volt. A völgyhíd hossza 35 méter, pályaszélessége 6,9 méter. Egy felsőpályás, egynyílású betonív, amelynek nyílása 23 és fél, magassága 6 méter. A híd külső felületét mészkőburkolattal látták el, viszont a kocsipályát nem szigetelték. Építése 57 ezer pengőbe került, viszont nem sokkal az 1938. augusztus 20-ai átadás után a híd felújításra szorult kisebb-nagyobb repedések miatt. Ekkor a boltozatot vasbetétekkel erősítették meg, korlátot szereltek a gyalogosjárda mellé, és ekkor aszfaltozták le a kocsipályát is.

## Felrobbantása, helyreállítása
A második világháborúban a pilisi német áttörési kísérlet idején (1945. január 6-14.) a váratlanul védekezésre és visszavonulásra kényszerült szovjet csapatok 1945. január 9-én felrobbantották. Mivel a hídfők sértetlenek maradtak, a rézsűkúpok pótlása után a völgyhíd boltozatát vasalt betonkonstrukcióval állították helyre.

## Képgaléria

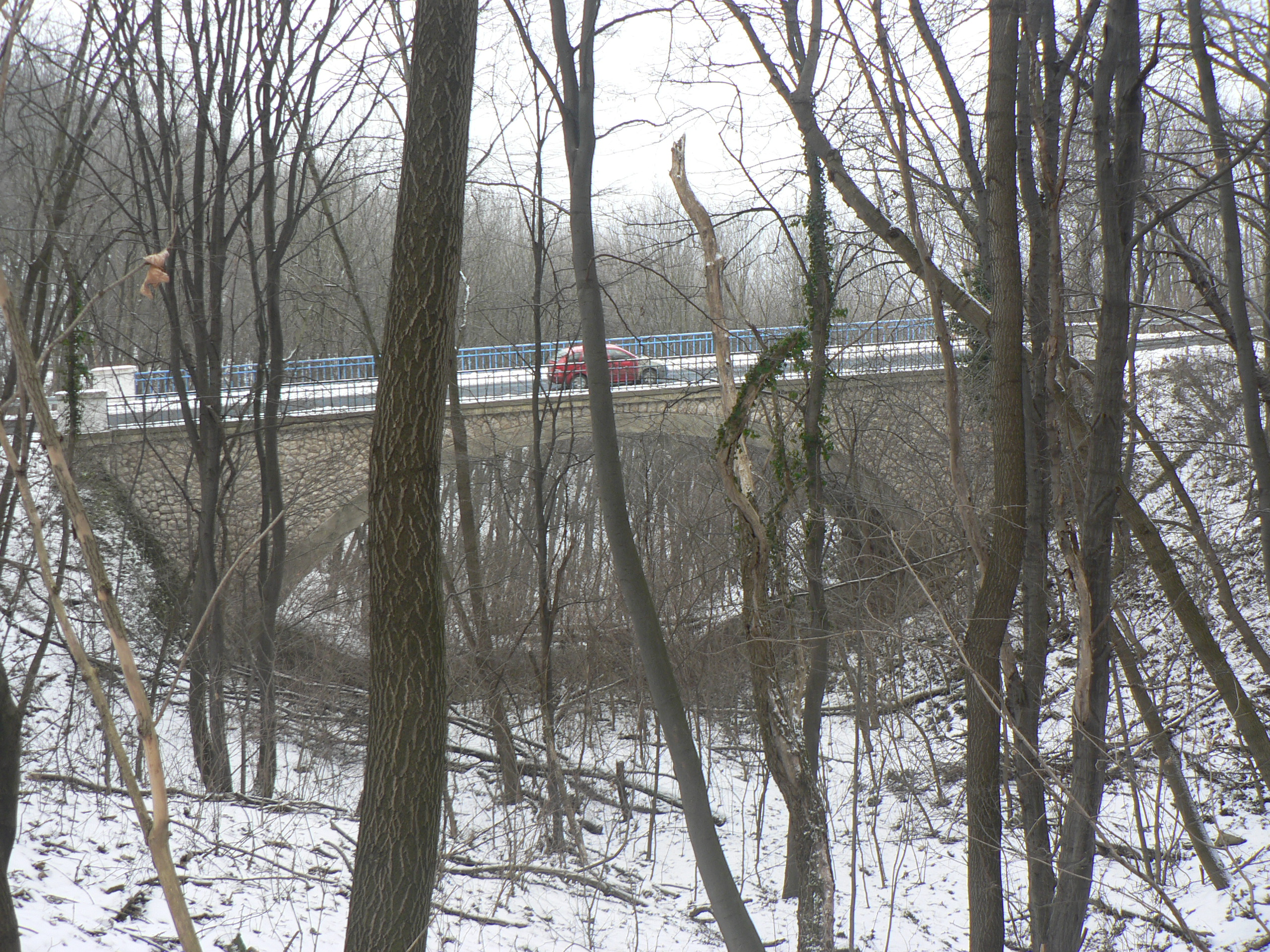
A pilisszentléleki völgyhíd észak felől
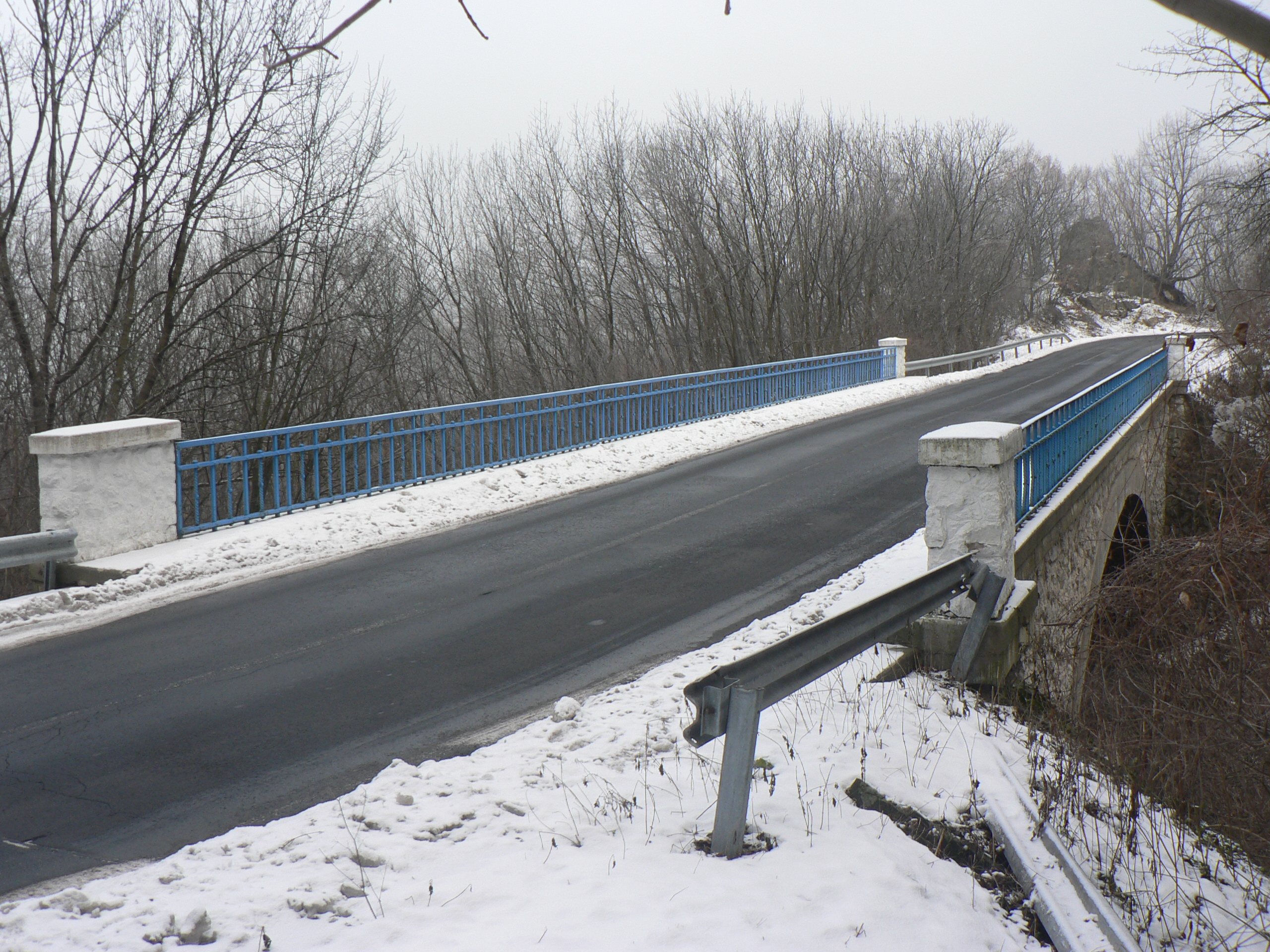
A pilisszentléleki völgyhíd nyugat felől

## Hasonló műtárgyak a közelben
- Szalma híd

## Külső hivatkozások
- A völgyhíd a hidak.hu-n